# You Don't Know My Name
You Don't Know My Name este primul disc single extras de pe cel de-al doilea album de studio al cântăreței de origine americană, Alicia Keys, lansat pe data de 8 septembrie  2003. Cântecul s-a bucurat de succes în clasamentele de specialitate din S.U.A., Billboard Hot 100 consemnându-i prezența constant.
La producerea sa au contribuit: Kanye West, Harold Lilly, James Ralph Bailey, Mel Kent, Ken Williams și Keys însăși. Acesta conține elemente ale muzicii R&B și soul și împrumută o parte din melodia Let Me Prove My Love to You, cântată de către formația The Main Ingredient. Single-ul a câștigat poziția cu numărul trei în topul Billboard Hot 100.

## Videoclip
În videoclipul filmat in iunie 2003. pentru acest single Alicia este surprinsă în rolul unei chelnerițe care lucrează într-o cafenea. Într-o zi lucrătoare, ea întâlnește un bărbat (interpretat de către Mos Def) de care se îndrăgostește dar nu are curajul să mărturisească sentimentele pentru el. Și în acest videoclip intervine instrumentul cheie din clipurile lui Keys: pianul. Ea interpretează o parte din melodie la pian, iar în paralel sunt arătate imagini de la o petrecere la care aceasta participă. La sfârșit, Alicia prinde curaj și îl sună pe acel bărbat, pentru a-i mărturisi sentimentele sale.